# درگاه پرداخت
درگاه پرداخت یک سرویس مرچنت است که توسط یک ارائه دهند خدمات پرداخت یا یک پرداخت یار ارائه می‌شود و عملیات مجوزدهی به کارت اعتباری و پردازش پرداخت‌های مستقیم را برای کسب‌وکار الکترونیک، خرید اینترنتی، مدل فیزیکی و مجازی کسب و کار و تجارت خشت و ملات سنتی انجام می‌دهد.

## درگاه پرداخت اینترنتی
مراحل کارکرد درگاه پرداخت اینترنتی به بیان ساده به صورت زیر است:
1. مشتری، محصول یا خدماتی را در وبسایت پذیرنده انتخاب کرده و با کلیک برروی دکمه خرید یا دکمه‌ای مشابه آن به صفحه پرداخت (که یک صفحه تحت دامنه شاپرک است) ارجاع داده می‌شود و اطلاعات لازم (شامل شماره کارت، رمز دوم و کد اعتبارسنجی یا CVV2) را وارد می‌کند.
2. داده‌های مشتری رمزگذاری شده و ابتدا به PSP فرستاده می‌شود.
3. داده‌های تراکنش توسط PSP به بانک صادرکننده کارت ارسال می‌شود.
4. پس از احراز هویت موفقیت‌آمیز، درخواست توسط بانک صادرکننده (با توجه به سرمایه موجود در حساب مشتری) تأیید یا رد می‌شود.
5. در نهایت، پاسخ احراز هویت توسط PSP به وب‌سایت پذیرنده (فروشگاه اینترنتی) ارسال می‌گردد.
6. پول از حساب دارنده کارت کسر شده و در اختیار شاپرک قرار می‌گیرد.
7. شاپرک در سیکل‌های مشخص مبالغ را به‌صورت تجمیعی به حساب پذیرنده در بانک مقصد واریز می‌کند.

تمام مراحل ۱ تا ۶ در زمانی حدود ۲ الی ۵ ثانیه اتفاق می‌افتد.

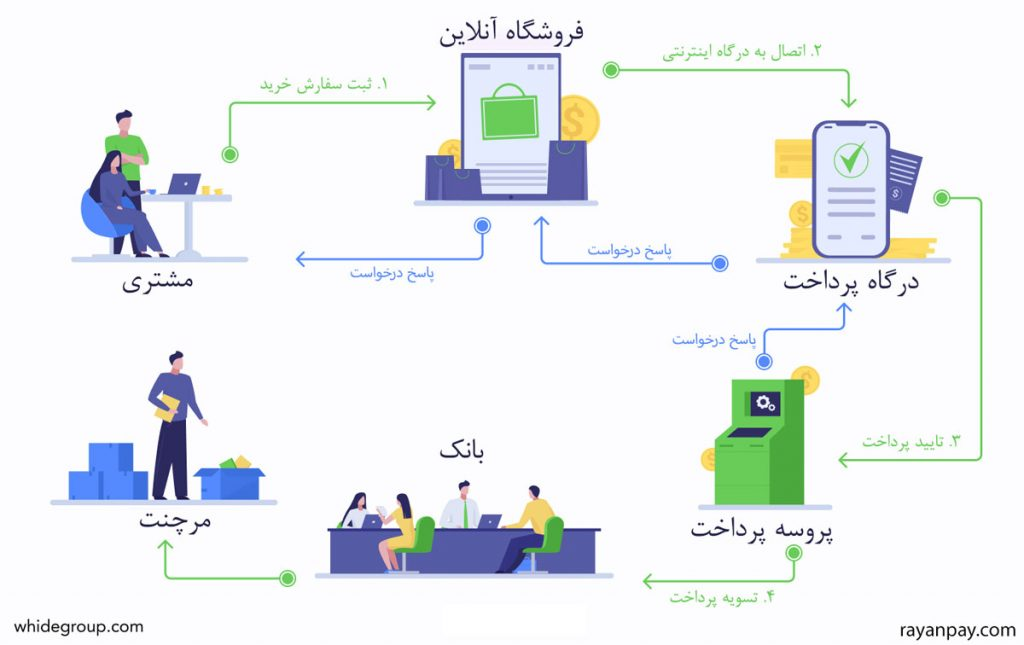
تصویر ارتباط بین مشتری و درگاه پرداخت را نشان می دهد

### درگاه پرداخت واسط و درگاه پرداخت مستقیم
درگاه پرداخت مستقیم اصطلاحی است که به درگاهی اطلاق می‌شود که در آن لوگوی کسب‌وکار نیز قرار داده شود. در صورتی که در درگاه پرداخت واسط لوگوی کسب‌وکار قرار نمی‌گیرد.